# 沃爾托普鄉

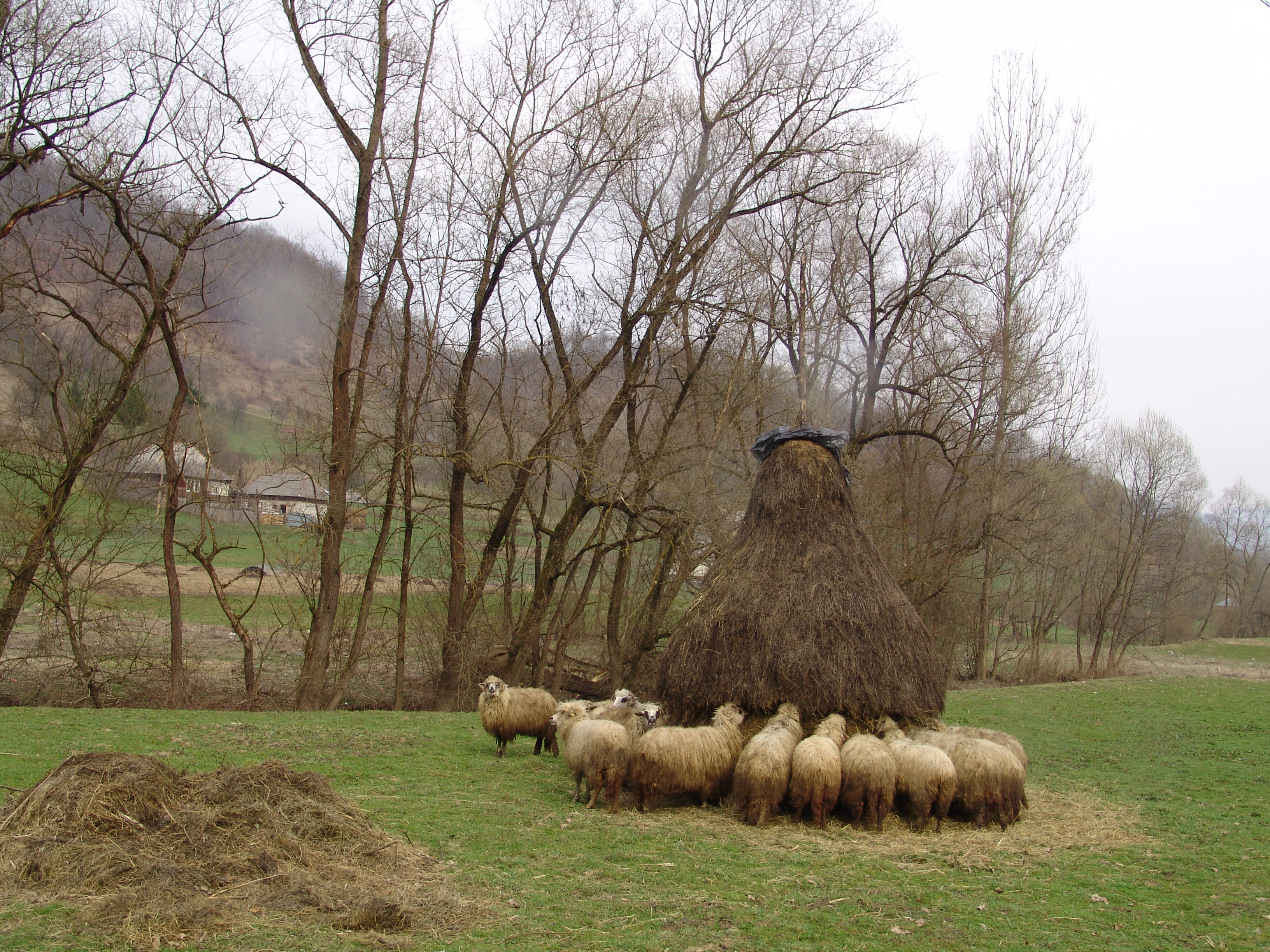

44°13′N 23°21′E / 44.217°N 23.350°E
沃爾托普鄉（羅馬尼亞語：Comuna Vârtop, Dolj），是羅馬尼亞的鄉份，位於該國南部，由多爾日縣負責管轄，與首府克拉約瓦相距42公里，面積32平方公里，2002年時人口為1836人。